# 大村益次郎 (映画)
『大村益次郎』（おおむらますじろう）は、1942年1月14日に公開された森一生監督の日本映画。

## 概要
新興キネマ（新興キネマ京都撮影所）製作、郷田悳原作の映画化であり、1942年度第19回キネマ旬報ベスト・テンでは9位に入賞した。

## スタッフ
- 監督 - 森一生[1]
- 脚本 - 八尋不二[1]
- 原作 - 郷田悳[3]
- 撮影 - 三木滋人[1]
- 音楽 - 大木正夫[1]
- 美術 - 伊藤憙朔[1]
- 録音 - 加藤久[1]

## キャスト
- 市川右太衛門 - 大村益次郎[1]
- 羅門光三郎 - 新宮十蔵[1]
- 大友柳太郎 - 木戸孝允[1]
- 平井岐代子 - 益次郎の妻琴子[1]
- 梅村蓉子 - シーボルトの遺子伊篤[1]
- アンドレ・ジュール - ボードウイン[1]
- 南條新太郎 - 洪庵の息子緒方洪哉[2]
- 立松晃 - 三瀬周三[2]
- 荒木忍 - 藤村孝益[2]
- 葛木香一 - 山田善次郎[2]
- 六代目 嵐徳三郎 - 岩倉具視[2]
- 東良之助 - 新宮凉庭[2]
- 南部章三 - 安達幸之助[2]
- 光岡竜三郎 - 海江田信義[2]
- 原聖四郎 - 桐野利秋[2]
- 久米譲 - 江藤新平[2]
- 阪東扇太郎 - 板垣退助[2]
- 吉井晃 - 大久保利通[2]
- 川崎猛夫 - 監察上林[2]
- 春路謙作 - 野崎弥吉[2]
- 高田篤 - 前田松閣[2]
- 阪東太郎 - 馬子[2]
- 市川海老三郎 - 長州兵笠間[2]
- 加賀邦男 - 船越洋之助[2]
- 寺島貢 - 神代直人[2]
- 三桝豊 - 三条実美[2]
- 松浦妙子 - 高子[2]

## 受賞歴
- 1942年度 第19回キネマ旬報賞 日本映画ベスト・テン9位[4]

## 関連文献
- 郷田悳原作、八尋不二脚本『国民皆兵大村益次郎 : しなりお』新興キネマ計畫部。国立国会図書館サーチ：R100000136-I1130282272431055104。